# SUPER CHIMPANZEE
SUPER CHIMPANZEE（スーパー・チンパンジー）は、サザンオールスターズの桑田佳祐を中心に結成された日本のロックバンド。レコード会社はサザンの専用レーベルであるタイシタレーベル。

## メンバー
| 名前      | 担当楽器                               |
| --------- | -------------------------------------- |
| 桑田 佳祐 | ボーカル                               |
| 小林 武史 | キーボード                             |
| 小倉 博和 | ギター・コーラス                       |
| 佐橋 佳幸 | ギター                                 |
| 角谷 仁宣 | コンピューターオペレーション・コーラス |
| 出典:     |                                        |

## 来歴
桑田が言うには結成のきっかけは1989年に発生した六四天安門事件や「民主化に向かうなどの世界の動きに対して、僕等も音楽でアクションを起こせないか」と思ったことによる。1991年3月、桑田のライブ『Acoustic Revolution』にて小林・小倉・佐橋がサポートメンバーとして参加した。6月には「いてもたってもいられない衝動から」という理由でこのメンバーでゲリラライブを兼ねて中国・北京へと渡り、演奏した。その後、角谷も参加してSUPER CHIMPANZEE名義で9月に「クリといつまでも」を発売した。しかし、カラオケバージョンの問い合わせが殺到したことで11月にカラオケバージョンを収録した「クリといつまでものカラオケ付き」が発売された。
その後の活動は無いが、2001年にカラオケバージョンも収録した「クリといつまでも」が12cmCD化されて再発売された。2016年2月には桑田の還暦を期に、SUPER CHIMPANZEEの全曲配信が解禁され、2019年12月20日にはストリーミング配信も開始した。

## 作品
| 発売日         | タイトル                       | 規格  | 規格品番   |
| -------------- | ------------------------------ | ----- | ---------- |
| 1991年9月26日  | クリといつまでも               | 8cmCD | VIDL-76    |
| 1991年11月21日 | クリといつまでものカラオケ付き | 8cmCD | VIDL-10193 |

再発版
| 2001年6月25日 | 12cmCD化リマスタリング再発（VICL-35307） |